# Caouënnec-Lanvézéac
Caouënnec-Lanvézéac är en kommun i departementet Côtes-d'Armor i regionen Bretagne i nordvästra Frankrike. Kommunen ligger i kantonen Lannion som tillhör arrondissementet Lannion. År 2022 hade Caouënnec-Lanvézéac 904 invånare.

## Befolkningsutveckling
Antalet invånare i kommunen Caouënnec-Lanvézéac
Referens:INSEE